# إمارة المنتفق

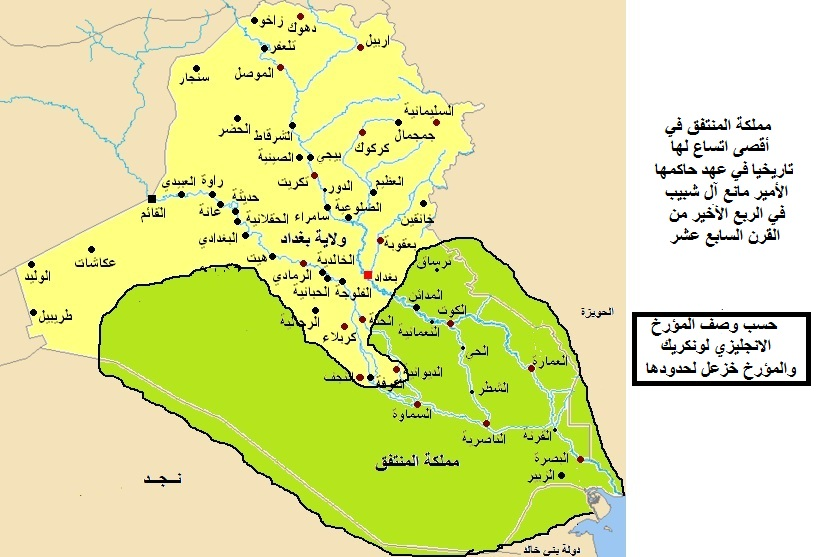
إمارة المنتفق في أقصى اتساع تاريخي لها في عهد حاكمها الأمير مانع بن شبيب في الربع الأخير من القرن السابع عشر.

إمارة المنتفق هي إمارة عشائرية عراقية مارست نفوذًا عسكريًا وسياسيًا واسعًا على مناطق جنوب العراق أبان العصر العثماني ودولة مماليك العراق، بلغ ذروت هذه الأمارة في عهد الأمير مانع بن شبيب في عام 1694م حيث استطاع أن يحكم وتخضع له أغلب مناطق نصف جنوب العراق إلى الأحساء على الساحل الخليج العربي، وكذلك في زمن ابنه الأمير مغامس بن مانع الذي سار على نهج أبيه  الأمير مانع بن شبيب، حيث استطاع أن ينتزع البصرة عام 1705م من الدولة العثمانية، وكان حكمه مدنياً حيث انشأ المحاكم والمدارس، وصك عملة بأسمه تتداول في فترة حكمه، واعترفت به عدة دول اوروبية.
شمل نفوذ الإمارة معظم مناطق وقبائل وعشائر جنوب ووسط العراق، حضر وبادية، السُنة وشيعة، المسلمين وغير المسلمين (ويشمل ذلك اليهود والصابئة والمسيحيين في جنوب العراق). ولقد أسسها الشريف شبيب بن مانع (جد أسرة آل شبيب التي عرفت لاحقا بـآل السعدون نسبة لحفيده الأمير سعدون بن محمد بن شبيب، وكانت أسرة آل السعدون على المذهب المالكي ويرجع نسبهم إلى الامام الحسين بن علي بن أبي طالب.)، ثم دخلت هذه الدولة بصراع عسكري وسياسي واقتصادي مع الدولة العثمانية على مدى أربعة قرون. ودخلت أيضا في صراع عسكري مع كل الأطراف التي حاولت غزو العراق تاريخيا، فقد دخلت في صراع عسكري مع الدولة الصفوية وصراعات عسكرية مع دول إقليمية أصغر (مثل الدول العربية المتعاقبة في منطقة عربستان ودولة بني خالد والدولة السعودية الأولى والثانية والثالثة ودولة آل رشيد في نجد... وغيرها) وأخيرا سقطت في الحرب العالمية الأولى على يد بريطانيا العظمى بعد أربع سنوات من القتال المباشر، ولقد أسس حكام هذه الدولة (آل شبيب ولاحقا عرفوا بـ آل سعدون) العديد من المدن في العراق مثل سوق الشيوخ والناصرية والشطرة... وغيرها، وانتزعوا العديد من المدن من الدولة العثمانية حسب مصادر تاريخية مثل مدينة البصرة (في عهد الأمير مانع بن شبيب في عام 1694م، والأمير مغامس بن مانع في عام 1705م، والأمير ثويني بن عبد الله في عام 1787م).

## تاريخ الإمارة السياسي

### تأسيس اتحاد قبائل المنتفق
وهذه المرحلة تعتبر أهم المراحل نظراً لتأثيرها في مجرى الأحداث في العراق والجزيرة العربية. قبل أن يقضي العثمانيون عام 1546 م على حكام البصرة آل شبيب (اختلف في نسبهم بين أنهم أجداد آل شبيب الذين عرفوا لاحقا بـ آل سعدون وبين أنهم من آل فضل) وقبل أن تتشت قبائلهم وخصوصا قبيلة المنتفق المنتمية للجد عامر بن صعصعة (لم يبقَ من قبيلة المنتفق القديمة لاحقا إلا فرع واحد يعرف بقبيلة بني سعيد). كان شبيب بن مانع بن مالك آل مهنا (من سلالة أمراء المدينة المنورة لأكثر من خمس قرون – عرفت ذريته بـ آل شبيب نسبة له، ثم لاحقا عرفت بـ آل سعدون نسبة لحفيده الأمير سعدون بن محمد بن شبيب، قد حل ضيفا ومجاورا هو وبعض أتباعه للشيخ شيحان آل خصيفة شيخ قبيلة بني مالك العقيلية والممتدة مساكنهم من وادي الباطن وحتى الصحراء المحاذية للفرات، وتزوج مانع بن شبيب من ابنته (طليعة آل خصيفة) عام وأنجب منها (شبيب الثاني بن مانع بن شبيب) وفي الفترة التالية اندلعت معارك عديدة بين قبيلة بني مالك وقبيلة الأجود واستمرت سنوات طويلة شكل الثأر وقودا لها، حيث قتل مانع بن شبيب في هذه المعارك وكان شاب حينها وقتل من بني مالك وآل شبيب خلق كثير وكانو بني مالك (بيت آل خصيفة) اخوال شبيب بن مانع بن شبيب الأول، نزحو جميعاً الى نجد لسنوات عديدة ثم عادو بعد ان تمكن (شبيب بن مانع آل شبيب) من مسك والسيطرة على زمام الامورة في آل شبيب وبني مالك (أخواله) والمطالبة بثأر أبيه من قبيلة الأجود حيث هاجم شبيب بن مانع قبيلة الأجود بجموع بني مالك والشبيب وقُتل من الأجود الكثير وشتت شملهم واصبح يطارط تجمعاتهم ومساكنهم لسنوات طويلة وقيل انه لم يبقى من قبيلة الأجود ألا بضع واربعون طفل ذَكر وبعض الرجال الهاربين وبسبب هذه الأحداث أصبحت نخوة قبيلة الأجود عموم (يتيم) ويبدو عندها اكتفى شبيب بن مانع الشبيب من الأجود ورضي بأستسلامهم له وبشروطه، (قيل إنه فرض على القبيلتين بني مالك والاجود شروط منها أن لا يقف للقادم منهم في المجلس، تقدم له شاتين من كل بيت من القبيلتين سنوياً واحدة تسمى الذبيحة والأخرى تسمى المنيحة.. وغيرها من الشروط)، استطاع شبيب بن مانع بعد ذلك أن يصبح زعيماً على القبيلتين والتي اشترطتا أن لا يكون زعيماً على الأتحاد بينهما أحد من القبيلتين، ذكر المؤرخ الكبير محمد النبهاني في كتابه (التحفه النبهانية) قصة تأسيس إمارة المنتفق.

### في النصف الأول من القرن 19
استلم حمود الثامر مشيخة القبيلة لفترات متقطعة بدءًا من 1787م/1201هـ، ولكن بعد مقتل عمه الشيخ ثويني العبد الله سنة 1797 استلم الحكم لفترة ثلاثين عاما حتى سنة 1826م. ويعد حمود من أشهر وأقوى أمراء المنتفق ولقبه لونكريك ببطل الأساطير القبلية لشذوذ شخصيته، وازدادت قوة الإمارة في عهده ووصل تأثيره إلى والي بغداد سعيد باشا الذي أعطاه البصرة التي تقدر ايراداتها بثلث إيرادات العراق. إلا أنه تمرد ضد الوالي الجديد داوود باشا، وبعد فشل تمرده عزله الوالي من مشيخة المنتفق سجنه بقلعة بغداد وذلك سنة 1826م وبقي في بغداد حتى وفاته بالطاعون سنة 1831. لقب حمود بالأعمى بسبب فقد بصره في أواخر عمره. وجاء بعده عجيل بن محمد الثامر الذي حكم القبيلة إلى سقوط الوالي داود باشا واستلام الوالي الجديد علي رضا باشا سنة 1247هـ / 1832م. وقد توسعت الإمارة كثيرًا في عهده بعد أن دخل في معارك مع إمارة ربيعة ومشيخة الخزاعل. وقد رفض الشيخ عجيل البيعة للوالي الجديد علي رضا باشا فأرسل إليه قوات بقيادة بكرآغا جليلي وسليمان الغنام شيخ العقيل ومعهم ماجد بن حمود الثامر وأخويه فيصل وعبد العزيز، وطلب الوالي من صفوق الجربا أن يرافقهم دعمًا لهم، وكان صفوق قد دعم عجيل سنة 1826م ولكنه الآن قد انقلب عليه ودعم أبناء حمود الثامر. شعر عجيل ان أعدائه أكثر منه قوة فاستنجد بشيخ عشائر كعب وكذلك بشيخ الكويت جابر الصباح، إلا أنهما لم يقدما له مساعدة تذكر، فاضطر عجيل أن يخوض المعركة لوحده. وقد دخل الطرفان في معركة غير متكافئة شمال الشطرة في مارس 1832م واستمرت أسبوعًا وسميت بمعركة الشطرة الثانية، وقد سقط العديد من فرسان المنتفق دون قتال، وكان أحدهم الشيخ عجيل السعدون مما سهل للقوات الغازية أن تحقق النصر على يد أبناء عمه حمود الثامر. واستلم مشيخة المنتفق من بعده «ماجد بن حمود الثامر» بدعم من والي بغداد. ولكن ذلك لم يدم طويلا، لأن ماجد توفي بعد عام من استلامه الحكم، ولم يحدث في إمارته مايستحق الذكر، لأن عموم المنتفق قد ركنوا إلى الهدوء والسلام. وبعد وفاته خلفه أخوه فيصل، والذي أيضا لم تستمر إمارته اكثر من ستة أشهر وتوفي بعدها، فشغل مكانه عيسى بن محمد الثامر بعد ان كتب لوالي بغداد يطلب المشيخة مدعومًا من عموم أهل المنتفق، فجاءت الموافقة على ذلك أواخر 1833م/1249هـ. وبعد ان استقرت الأوضاع لصالح عيسى دون منافسة تهدد مركزه، تطلع نحو مدينة الزبير ذات الاستقلال الذاتي ليدخلها ضمن دائرة نفوذه، وذلك بدفع من محمد بن ابراهيم الثاقب منافس «آل زهير» حكام الزبير وقتها. فتوجه بجيشه ليضرب حصارًا على الزبير دون سبب مقنع سوى انحيازه إلى طرف الثاقب لحكم الزبير، وساعده في ذلك الشيخ جابر بن عبد الله الصباح حاكم الكويت آنذاك،  واستمر الحصار لسبعة أشهر، وانتهى بدخول المدينة بعد نفاد الطعام والرصاص عند المدافعين في ذي القعدة 1249هـ/مارس 1834م، حيث شهدت المدينة مجزرة ضد آل زهير بعد رفض الشيخ عيسى عرض عبد الرزاق الزهير بتعويض دم عمه علي الثامر الذي قتل أثناء الحصار بذهب يدفعه آل زهير.
انتشرت حالة من الهدوء في أراضي المنتفق زمن عيسى حيث لا حروب داخلية ولا غزوات خارجية، الأمر الذي وفر للجميع السلام والعيش الرغيد. ولكن ذلك لم يكن في باقي الأراضي العراقية، فبدءًا من 1834م والسنوات الثلاث التالية انقضت آخر الإمارات العراقية مثل آل جليلي في الموصل وإمارة بابان ثم لحقتها إمارة العمادية، وبدأت المشيخات القوية بالتراجع، مثل الخزاعل في الفرات الأوسط والعبيد في أعالي دجلة، وذلك تماشيا مع سياسة الدولة بفرض سيطرتها المركزية، وهذا أثر سلبًا على إمارة المنتفق التي عليها أن تواجه الدولة بمفردها دون مساعدة من قوى محلية اخرى. لذلك بدأت السلطة المركزية في بغداد بالتوجه نحو إمارة المنتفق، فاختلقت أزمة مع القبيلة سنة 1254هـ/1838م مردها الضرائب الواجب دفعها، فتأزم الموقف مما دفع الوزير اللاز بالتفكير بترشيح أمير جديد للمنتفق بدلا من الشيخ عيسى، فجرى ترشيح «فارس بن علي الثامر» لهذا المنصب. فأصدر أوامره إلى متسلم البصرة في 1839م بعزل الشيخ عيسى وتولية إمارة المنتفق للمرشح الجديد، فبادر «فارس بن علي» بالتحرك نحو مركز الحكم سوق الشيوخ بعد رفضه أي مساعدة عسكرية حكومية أو قبلية عرضها عليه الوزير اللاز، اعتقادا منه أنه لن يواجه أية متاعب أو مضايقات، إلا أن ذلك الاعتقاد بدده الأمير عيسى السعدون، الذي بادر إلى ملاقاته قرب النعمانية مع مفرزة خيالة، فأخذ من مرشح الوالي سلاحه وفرسه و«الكرك» -هو اللباس الخاص الذي يمنحه الوالي لشيخ مشايخ المنتفق تعبيرًا عن دعمه لهم-. ثم طلب من مرافقي فارس أن يعودوا إلى الوالي اللاز يخبرونه ماحدث. في سنة 1257هـ/1841م لجأ عبد الله بن ثنيان آل سعود إلى الأمير عيسى هاربا من خالد بن سعود. وقد مات الأمير عيسى بن محمد الثامر محترقًا في داره في سنة 1258هـ/1842م،  وقيل  في سنة 1259هـ/1843م. وتولى من بعده أخوه بندر بن محمد السعدون. الذي تخاصم مع عمه راشد بن ثامر السعدون بعد مشيخته بعام واحد أي في 1260هـ/1844م، فاضطر راشد للهروب إلى الكويت والاحتماء بأميرها الشيخ جابر، فعزم بندر على مهاجمة الكويت، خصوصًا بعدما علم بانهيار أجزاء من سورها، مما أثار طمعه فخيل له سهولة نجاح مثل هذا الغزو، فلما علم الكويتيون بأمره قاموا بسرعة بإصلاح ماتهدم من السور، فلما قدم الأمير بندر وعلم بالاستعدادات التي جرت وصعوبة اقتحامها قرر العودة والانسحاب. كان الأمير بندر متعاونًا مع علي رضا باشا (والي بغداد)، حيث ساهم مع رجال قبيلته في وضع السدود حول دجلة عندما فاض النهر وطلب اللاز النجدة من المنتفق. ولكن مالبث أن عُزِلَ ذلك الوالي وجاء محمد نجيب باشا (والي بغداد) الجديد الذي عرف عنه الغطرسة والكبرياء، فحاول اضعاف شوكة المنتفق باقتطاع أجزاء من مناطقهم، فبعث إبنه أحمد لهذا الغرض، ولكن أحمد وجد صعوبة في تطبيق ذلك الأمر، ففضل التفاهم مع المنتفق على زيادة الضريبة السنوية من 100 ألف إلى 200 ألف شامي. ومع ذلك لم تستقر علاقات بندر مع نجيب باشا، فضرب لهم فنونًا متعددة في الضرائب، وكان آخرها ضريبة الرأس، واستخدمت في ذلك وسائل صارمة وقسرية لجبايتها، فلما ازدادت تلك المطالبات انضم الشيخ بندر إلى ثورة وادي شلفح شيخ قبيلة زبيد، ولم يستجب لدعوات الوالي المتكررة لمقابلته، ورفض إرسال أي ضرائب إلى الحكومة حتى وفاته سنة 1847م. فحكم بعده أخوه فهد بن محمد السعدون الذي نال المشيخة بعد استحصال الموافقات من والي بغداد، ولكن أيامه لم تطل كثيرًا ولم تحفل بشيء استثنائي، فتوفي في ضواحي مدينة الزبير في شهر ذي الحجة 1265هـ/ 1849م. وبانتهاء حكمه يكون حكم ابناء محمد بن ثامر للمنتفق قد انتهى وهم (عجيل وعيسى وبندر وفهد). وقد ترك الشيخ فهد بعد موته أوضاع المنتفق قلقة وغير مستقرة، فاستلم الحكم بعده الشيخ فارس بن عجيل السعدون.

### في النصف الثاني من القرن 19
استلم فارس السعدون حكم القبيلة بعد وفاة أميرها فهد بن محمد السعدون سنة 1265هـ/1849م. فرفع الوالي الضريبة عليه، بعد ان كانت 100 ألف شامي أصبحت في خريف 1851م حوالي 200 ألف شامي. وفي سبتمبر 1852 اقنع الوالي رشيد باشا الكوزلكلي منصور بن راشد الثامر بتنصيبه أميرا على المنتفق وتعهد بحمايته وإمداده بالعون العسكري شرط الموافقة على فرز «السماوة» وتوابعها وعشائرها عن ديرة المنتفق وتلحق ب«لواء الحلة». وقد وافق منصور بالعرض ولم يكن يعرف أن الهدف من سحب السماوة هو إضعاف إمارة المنتفق لتثبيت سيطرة الدولة المركزية في العراق. فسار الشيخ منصور ومعه قوة تقدر بعشرة آلاف مقاتل من القوات العسكرية النظامية بمدافعها وقوات من عشائر زبيد وعشائر الخزاعل لعزل الشيخ فارس من مشيخة المنتفق. والتقى الطرفان قرب مدينة الشطرة في فبراير 1853م/جمادى الأول 1269هـ، فكانت كفاءة أسلحة الجيش النظامي قد حسمت الأمر، فجرى اعتقال الشيخ فارس وإرساله لبغداد، حيث وضع قيد الإقامة الجبرية ومنع من مغادرة بغداد، ولم يخرج من الحبس إلا سنة 1855م حيث لجأ إلى الشيخ فرحان الجربا خوفا من ابن عمه منصور، وقد رحب به فرحان وبقي عنده فترة من الزمن.
بعد أن استقرت الأمور لمنصور وتحسنت علاقاته بالحكومة المركزية. وأمد الكوزلكلي بالفرسان لمواجهة هجوم إيراني متوقع على جنوب العراق. ومع ذلك، فحين أتى الشيخ منصور إليه سنة 1854م لتجديد ولائه وطاعته وقدم مبالغ جسيمة من الضرائب والخراج التي قدرت بثمانين ألف شامي جمعها بشق الأنفس مع عدد من الجياد الأصيلة، إلا أن الوالي وجدها فرصة سانحة لتوجيه ضربة شديدة لإمارة المنتفق، فأرسل جيشه ليدخل سوق الشيوخ يوم 14 شعبان 1272هـ/19 نيسان/ أبريل 1856م بعد انتصار سهل على قوات منصور السعدون، واتخذ المدينة ثكنة عسكرية لقواته لتثبيت سياسة القضم الحكومي، وعين أحد قادة جيشه وهو حسين باشا قائمقام للمدينة. وعندما أبدى الشيخ منصور امتعاضه من ذلك، ردت عليه الحكومة بإجراء مزايدة على مشيخة المنتفق فرسى المزاد على الشيخ «صالح بن عيسى بن محمد» فاندلعت المعارك بين الشيخ منصور وبين الأمير الجديد المدعوم بالقوات الحكومية والعشائر الموالية للدولة لأكثر من شهر، آلت نتائجها لصالح الشيخ الجديد، ولكن منصور استمر في عصيانه على ما حدث فدخل بمعركة مع القوات الحكومية في مكان يقال له «المغيسل» عند نهر الفرات انتهت بهزيمة القوات الحكومية ومقتل قائدهم تركجة يلمز. ومع ذلك لم تكن تلك المعركة حاسمة، فقد استمر الشيخ صالح في إدارة شؤون الإمارة، إلا انه أحس بسوء نية الدولة المركزية تجاه القبيلة وتدخلها السافر في إثارة الفتن، فقرر العصيان عليها وبنى قلعة حصينة سميت بقلعة صالح وامتنع عن تسديد الخراج، فسارعت الدولة بعزله وأعادت المشيخة إلى الشيخ منصور بعد عشرة أشهر تقريبا. شهدت أراضي المنتفق معارك استنزاف بين أتباع الشيخين نالت بالمحصلة من قوة القبيلة لصالح الدولة وسياستها. بالنهاية تنازل الشيخ صالح عن المشيخة لإبن عمه منصور خوفا من تدمير القبيلة. وشاء القدر أن يموت رشيد باشا في منتصف آب/أغسطس 1857م، ويأتي العراق وال جديد وهو عمر باشا الذي سحب القوات من سوق الشيوخ متخذا من وخامة الهواء وتردي صحة الجنود سببًا وأعاد القائمقامية إلى الشيخ منصور سنة 1276هـ/1859م،
في سنة 1277هـ/1860-1861م، أي أواخر حكم السلطان عبد المجيد الأول، تحالف شيوخ المنتفق والعجمان، وفي طريقهم إلى نجد نزلوا البصرة للتزود بالتمور، فعاث عربانهم الفساد في مزارع النخيل، فتصدى لهم شيخ الزبير «سليمان بن عبد الرزاق الزهير» وأخرجهم من النخيل، ثم طاردهم إلى البادية حيث قتل من المنتفق والعجمان خلق كثير. وخوفُا من مصادرة أملاكه وأملاك آل السعدون في البصرة اتصل الشيخ منصور بحاكم الزبير ومتسلم البصرة منيب باشا معربًا عن براءته مما حدث ومؤكدًا ولاءه للدولة العثمانية، لذا فقد امتنع المتسلم عن التعرض لأملاك آل سعدون الواسعة في البصرة. وفي ذات السنة مع بداية حكم الوالي نامق باشا وقيل الوالي توفيق باشا أمر أن تكون مشيخة المنتفق التزاما لمدة ثلاث سنوات تبدأ بمزاد مالي ينالها من يلتزم بدفع المبلغ الأكبر إلى الدولة، وتنتهي إذا ما قدم آخر التزاما ماليا أكبر، ويكون محصورًا في أسرة السعدون ولا يحق لوجهاء المنتفق الآخرين الدخول فيه. فوضعت مشيخة المنتفق في مزاد بين الشيخ منصور وبين الشيخ بندر بن ناصر الثامر حيث رست على الشيخ بندر بمبلغ 4900 كيس -الكيس 500 قرش، أي 5 ليرات ذهبية-، وكان ذلك بتاريخ 20 شوال 1277هـ/نيسان-أبريل 1861م، ولم يخل التنصيب من سحب أملاك المنتفق ووضعها ضمن أملاك الدولة، وأبرزها أبو الخصيب وباب سليمان على شط العرب وشطرة العمارة المعروفة حاليا باسم قلعة صالح. ثم جرى تجديد المشيخة له لثلاث سنوات أخرى، إلا أنه توفي في بغداد يوم 13 تشرين الثاني-نوفمبر 1863م/2 جمادى الآخرة 1280هـ بعد أيام من ترأسه المشيخة وهو لا يزال مدينا لخزينة الحكومة بحوالي 25 ألف شامي.

## أثلاث اتحاد قبائل المنتفق
اتحاد قبائل المنتفق هو أكبر اتحاد للقبائل والعشائر مختلفة الأصول شهده العراق والصحراء الممتدة في شمال الجزيرة العربية تاريخيا وتحت مشيخة شيخ مشايخ فعلي من أسرة واحدة هي أسرة آل سعدون التي كانت تعرف سابقا بـ آل شبيب، وهو اتحاد شمل معظم القبائل والعشائر في جنوب ووسط العراق، وعلى الرغم من السياسات العثمانية مثل مرحلة الإفراز والتي أجبرت فيها الدولة العثمانية آل سعدون حكام إمارة المنتفق ومنذ عام 1853 م على التنازل عن مناطق بكامل قبائلها وعشائرها للعثمانيين أو الحركات العسكرية العثمانية التي أجبرت العديد من قبائل وعشائر المنتفق على الهجرة إلى الحويزة (حيث شكّلوا ثقلا عدديا كبيرا هناك) أو إلى مناطق شمال العراق العثمانية، فإن اتحاد المنتفق حافظ على كونه أكبر وأقوى اتحاد للقبائل في العراق.

## أماكن سكن قبائل وعشائر اتحاد المنتفق
تنتشر قبائل اتحاد المنتفق في إمارة المنتفق في مناطق مختلفة من الناحية البيئية، فهنالك القبائل التي تقيم على الأنهار (جانبي شط العرب والفرات ودجلة ونهر الغراف) وهنالك القبائل التي تقيم في البادية الممتدة من شمال الجزيرة العربية مرورا بالبادية الجنوبية للعراق ووصولا إلى البادية الممتدة شمال السماوة، وهنالك القبائل التي تقيم في منطقة الجزيرة بين ثلاثة أنهار (الفرات ودجلة والغراف) أو شمالها، وهنالك القبائل التي تعيش في منطقة الأهوار (الجزائر)، وأخيرا هنالك سكان المدن والبلدات والقرى في إمارة المنتفق وأشهرها عاصمة إمارة المنتفق مدينة سوق الشيوخ، حيث كان يقيم فيها وحولها (عام 1820 م)عشرون ألف بيت معظمهم من قبائل اتحاد المنتفق.

### حدود المنتفق
ذكر علي الشرقي منازل المنتفق فقال "إنما هي مواقع واسعة في الطول وفي العرض، برية ونهرية. أما البرية فتكاد تشمل كل بادية العراق من اليمامة إلى البصرة وكانت منازلهم فيها الشبيبية» و«الميثب» و البيضاء» و«العقيق وهو العقيق الأعلى والباطن» وهو اليوم حد من حدود العراق ونجد و«أبو غار». وأما النهرية فكانت تشمل كل شط العرب مصعدة في الفرات إلى ما وراء السماوة» عند سدرة الأعاجيب ومادة في دجلة إلى ما وراء العمارة» ثم تقلصت من الجهة النهرية حيث اختزلتها الحكومة العثمانية قطعة قطعة، وأدخلتها في حيازتها النظامية ولم يبق إلا الواء المنتفق الذي أفحم فيه مدحت باشأ النظام الحضاري. فمن عهد معشوق ابتدأ الاختزال واستمر في عهد نامق باشأ ومنيب باشا ثم نامق باشا ثانية ورشيد باشا وهدايت باشا ومدحت باشا، وآخر ما تبقى في الجهة الفراتية فقط وهو اللواء الناصرية وأول ما تأسس فيه من مراكز الحكومة هو قضاء العرجة والعرجة هذه واقعة على الجانب الأيمن للفرات، ثم انتقل القضاء إلى سوق الشيوخ وتأسس (قضاء القرنة) ولواء (مركز الناصرية) الذي سمي بـ «المركز أما الجهة البرية فكانت كما ذكرنا كل بادية العراق بحدودها الحالية محروسة بنفوذ آل سعدون ومن قبلهم بنفوذ أجدادهم آل شبيب، ويرفرف عليها العلم العراقي المعروف باسم «وارد».

## هجرات القبائل والعشائر والحواضر إلى إمارة المنتفق وأسبابها
تتنوع أصول قبائل المنتفق بشكل يثير الدهشة بحيث أنه يوجد في هذا الاتحاد قبائل وعشائر من معظم الأصول العربية، ويرجع السبب في ذلك إلى تشجيع الأسرة الحاكمة في إمارة المنتفق (آل سعدون والتي كانت تعرف بـ آل شبيب) لسياسة الهجرة للقبائل والعشائر العربية إلى دولتهم، يصف مؤرخ العراق الكبير عباس العزاوي كثرة الأصول التي ترجع لها قبائل وعشائر المنتفق وكأنه جزيرة العرب مالت إلى العراق بكل تنوع أصول قبائلها.

## هجرات قبائل اتحاد المنتفق من إمارة المنتفق وأسبابها
ان السياسات العثمانية (السياسية والاقتصادية) والحروب المتوالية بين إمارةالمنتفق المنتفق والعثمانيين، قد أجبرت العديد من قبائل وعشائر المنتفق على الهجرة خارج أراضيها وخصوصا في القرن التاسع عشر، وقد كان هنالك وجهتين رئيسيتين لهذه الهجرات، الوجهة الأولى كانت منطقة عربستان (حيث شكلت قبائل وعشائر المنتفق ثقلا عدديا كبيرا هناك، لكنها فقدت وحدتها في أراضيها الجديدة).

## علم إمارة المنتفق
في بداية ترؤس آل شبيب (الاسم القديم لـ آل سعدون) على المنتفق كانت راية (بني مالك) هي المستعملة لكن فيما بعد جرى تطريز علم خاص بالمنتفق عموما وهو المعروف بـ (وارد)، وهذه الراية عبارة عن قاعدة حمراء طولها (3 * 2 متر) يتوسطها هلال وثلاثة أنجم، فالهلال يرمز لآل شبيب والأنجم الثلاثة يرمز للقبائل الثلاث الرئيسية في المنتفق (بني مالك، والأجود، وبني سعيد) والتي تحولت فيما بعد إلى ثلاث تجمعات ضخمة تسمى الأثلاث وكل ثلث يضم الكثير من القبائل والعشائر مختلفة الأصول.[بحاجة لمصدر]

## الاقتصاد

### تأسيس المدن التجارية
أسست أسرة السعدون تاريخيا عدة مدن تجارية وكانت تتحكم بها في اقتصاد القبائل والحواضر في المنطقة. وكانت أول مدينة أسست لهدف تجاري في المنطقة في القرون المتأخرة هي مدينة سوق الشيوخ التي أسسها حاكم إمارة المنتفق الأمير ثويني بن عبد الله، وهي توضح التطور في الفكر الاقتصادي والسياسي الذي وصل له حكام إمارة المنتفق في تلك الفترة، بالإضافة إلى توضيح امتلاكهم للقدرة السياسية والاقتصادية لإنجاح مثل تلك المدينة، ثم استمرت أسرة السعدون بتأسيس مثل هذه المدن في القرن التاسع عشر.

## الآثار العمرانية والاجتماعية بإمارة المنتفق

### حواضر المنتفق
1-الشبيبية:
قرية شيدها شبيب بن مانع بن مالك جد آل شبيب عند نزوحه إلى القصيم قادماً من المدينة المنورة، وقد قضى فيها عدة سنوات ثم هجرها إلى العراق بسبب القحط وغور المياه، وما تزال الشبيبية موجودة بمنطقة القصيم السعودية ضمن محافظة البدائع.
2- العرجاء:
عاصمة المنتفق الأولى أسسها مانع بن شبيب سنة 1641 م وهي من المدن المندثرة الآن ويمكن مشاهدة خرابها على الضفة اليمنى لنهر الفرات، وتبعد عن مدينة الناصرية 5 كيلو.
3- كويبدة:
وهي تقع في الصحراء الغربية للبصرة شمال الزبير، وفي نفس الفترة كانت العرجاء القريبة من الناصرية تعد عاصمة لآل شبيب (الاسم القديم لأسرة آل سعدون)، وذكرت غير مرة في أحداثهم الأولى وكويبدة التي تقع قرب الزبير بقيت حتى دمرها وأحرقها حاكم البصرة علي باشا أفراسياب سنة 1034 هـ.

## العلماء والقضاة في إمارة المنتفق
حرص حكام إمارة المنتفق أسرة آل سعدون (التي كانت تعرف بـ آل شبيب سابقا) على منصب القضاء في عواصم دولتهم سواء في مدينة سوق الشيوخ التي أسسها حاكم إمارة  المنتفق وشيخ مشايخ قبائلها الأمير ثويني بن عبد الله أو مدينة البصرة حينما انتزعوها من العثمانيين وجعلوها عاصمة لإمارة المنتفق، وفي هذا القسم نذكر العلماء والقضاة الذين عينهم آل سعدون والذين وصلنا ذكرهم في كتب ومراجع التاريخ.
في مدينة البصرة:
وصلنا ذكر اثنين من القضاة الذين عينهم آل سعدون فيها، عندما انتزعوها من العثمانيين في فترتين مختلفتين وجعلوها عاصمة لدولتهم (إمارة المنتفق).

## أسماء حكام إمارة المنتفق
| أسماء حكام إمارة المنتفق                                                               |
| -------------------------------------------------------------------------------------- |
| 1- شبيب بن مانع بن مالك بن سعدون                                                       |
| 2-الأمير مانع (الأول) بن شبيب                                                          |
| 3-الأمير صالح الاطرش بن شبيب                                                           |
| 4-الأمير شبيب (الثاني) بن مانع (مؤسس اتحاد قبائل المنتفق في القرن السادس عشر الميلادي) |
| 5-الأمير مانع بن شبيب، الملقب بمانع السخاء                                             |
| 6-الأمير مغامس بن مانع بن شبيب (الثاني)                                                |
| 7-الأمير محمد بن شبيب (الثاني)                                                         |
| 8-الأمير منيخر بن ناصر بن صقر بن شبيب (الثاني)                                         |
| 9-الأمير سعدون بن محمد بن شبيب، الملقب بسعدون الكبير                                   |
| 10-الأمير بندر بن عبد العزيز بن مغامس بن مانع                                          |
| 11-الأمير عبد الله بن محمد بن شبيب                                                     |
| 12-الأمير ثامر بن سعدون الكبير بن محمد                                                 |
| 13-الأمير ثويني بن عبد الله بن محمد                                                    |
| 14- الأمير حمود بن ثامر بن سعدون الكبير (حمود الأعمى)                                  |
| 15-الأمير عجيل بن محمد بن ثامر بن سعدون الكبير، والملقب (أخو سعدى)                     |
| 16-الأمير ماجد بن حمود بن ثامر                                                         |
| 17-الأمير فيصل بن حمود بن ثامر                                                         |
| 18-الأمير عيسى بن محمد بن ثامر                                                         |
| 19-الأمير بندر بن محمد بن ثامر                                                         |
| 20-الأمير فهد بن محمد بن ثامر                                                          |
| 21-الأمير فارس بن عجيل بن محمد                                                         |
| 22-الأمير منصور (باشا) بن راشد بن ثامر                                                 |
| 23-الأمير صالح بن عيسى بن محمد                                                         |
| 24-الأمير بندر بن ناصر بن ثامر                                                         |
| 25-الأمير فهد بن علي بن ثامر                                                           |
| 26-الأمير ناصر (باشا) بن راشد بن ثامر                                                  |
| 27-الأمير فالح (باشا) بن ناصر (باشا) بن راشد                                           |
| 28-الأمير سعدون (باشا) بن منصور (باشا) بن راشد                                         |
| 29-الأمير عجمي (باشا) بن سعدون (باشا) بن منصور (باشا)                                  |
| 30-الأمير عبد الله (بيك) بن فالح (باشا) بن ناصر (باشا)                                 |
| 31- الأمير يوسف (بيك) بن عبد الله (بيك) بن منصور (باشا)                                |

## نفوذ الإمارة وحروبها
تزايدت قوة إمارة المنتفق ونفوذها بشكل سريع منذ تكوينها حتى أصبحت الأكثر تأثيرا في تاريخ العراق وصحراء شمال الجزيرة العربية، ولاعبا رئيسيا في تاريخ الجزيرة العربية.

## لواء المنتفق

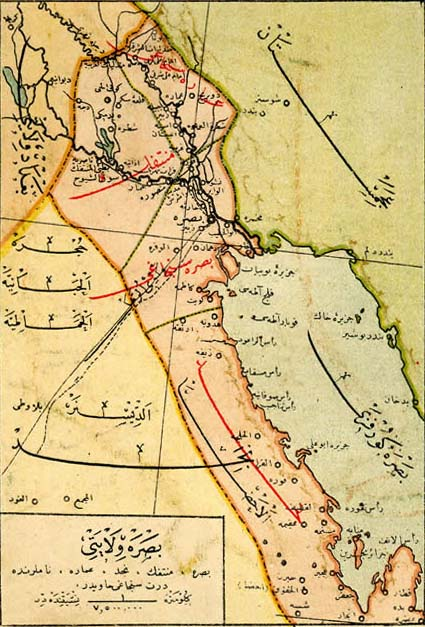
ولاية البصرة الكبرى التي استطاع الأمير ناصر السعدون (حاكم المنتفق ووالي البصرة) أن يفصلها عن ولاية بغداد بعد تثبيته للحكم العثماني على الأحساء ومن ثم مقابلته للخليفة العثماني، وقد أصبح الأمير ناصر السعدون (ناصر باشا) أول والي لها، وتشمل: لواء البصرة ولواء العمارة ولواء المنتفق ولواء نجد - الأحساء.

لواء المنتفق هو الجزء المتبقي من إمارة المنتفق بعد مرحلة الإفراز تاريخيا وقد تأسس عام 1869 م. ويعود سبب تأسيسه إلى اقتناع الدولة العثمانية بعدم جدوى محاولة القضاء على إمارة المنتفق بالحل العسكري فقط، لذلك اتجهت إلى سياسات أخرى كان أخطرها والأكثر تأثيرا هي مرحلة الإفراز منذ عام 1853 م وحتى عام 1869 م والتي تعني التنازل عن مناطق بكامل عشائرها وقبائلها للعثمانيين بموجب وثائق يتم توقيعها رسميا، وتم خلال هذه المرحلة التنازل عن أكثر من نصف مساحة إمارة المنتفق للعثمانيين وتتلخص هذه المرحلة بدعم أحد أفراد الأسرة الحاكمة في إمارة المنتفق (آل سعدون) ضد الحاكم الفعلي من أبناء عمه، وهذا الدعم يكون بالقوات العسكرية العثمانية والسلاح والاعتراف السياسي بحكمه، وذلك مقابل تخلي الحاكم الجديد عن أراضي من دولته بكافة قبائلها وعشائرها للدولة العثمانية، وكان أول إفراز هو إفراز لواء السماوة كاملا بكل عشائره وقبائله والتنازل عنه للدولة العثمانية وذلك عام 1853 م من قبل الأمير منصور السعدون. يذكر الشيخ والمؤرخ علي الشرقي عام 1929 م، في كتابه ذكرى السعدون، مرحلة الإفراز.

### عشائر لواء المنتفق سنة 1918م
|                            | اسم العشيرة                           | بنادقها | شيخها                        |
|                            | أولاً الأجود/ الصالح                   | 800     | مطلك الفليح                  |
| بنو رجاب                   | الحاتم                                | 1500    | عبيد الكطران                 |
|                            | البو عطا الله                         | 1000    | عطشان الحاج شلال             |
|                            | البو غوينم                            | 2000    | مزعل الحمادي                 |
|                            | العابد                                | 1000    | هدام العرنوص                 |
|                            | الجبار                                | 2000    | مجيدي الثغاب                 |
| الحميد                     | الشويلات                              | 3000    | مومان الخير الله             |
|                            | الكراغول                              | 3000    | سلام السهيل وساجت            |
|                            | عتاب                                  | 500     | يوسف البرهان                 |
|                            | الطريفين                              | 1000    | حاج كايم الكناص              |
|                            | الطوكيه                               | 1000    | جدوع المشلب                  |
|                            | حجام                                  | 500     | طراد الجهف                   |
|                            | بني تميم                              | 500     | حسين المهدي                  |
|                            | الحسينات                              | 2000    | فرمان الطاهر                 |
|                            | الغزي                                 | 2000    | منشد الحبيب                  |
|                            | أهل الكوت                             | 600     | جويد المحينة                 |
|                            | بني زيد الدجة                         | 200     | شمخي الهويدم                 |
|                            | الشريفات                              | 200     | دعيم                         |
|                            | الزهيرية                              | 300     | حسين اشعيف                   |
|                            | الجوارين                              | 600     | حسين الكبيطة                 |
|                            | الرفايعة                              | 600     | موسى                         |
|                            | حميد العرب                            | 800     |                              |
| العشائر البدوية في المنتفق | الظفير: 3 فرق رئيسية و23 فرقة فرعية   | 2390    | حمود السويط                  |
|                            | الجشعم: 5 فرق                         | 400     | عكاب الثويني                 |
|                            | البدور: 8 فرق رئيسية و22 فرقة فرعية   | 2450    | شرثاب الشحم                  |
|                            | الحصونة                               | 500     | سيد عبد العحسين سيد جابر     |
|                            | ثانياً بني سعيد/ آل عيسى ومنها آل بزون | 5000    |                              |
|                            | ثالثاً بني مالك                        |         | بدر الرمضي                   |
| بني خيكان                  | الرحمة                                | 5000    | فرهود المغشغش                |
|                            | البو شعيرة                            |         | صباح الصالح                  |
|                            | الشميس                                |         | عذافة الموزان                |
|                            | الجناح                                |         | ثجيل بن سهى                  |
|                            | آل عبد الرحمن                         |         | فارس البشارة                 |
|                            | العساجرة                              | 3000    | دوضي السعد                   |
|                            | الجمعيات                              | 1000    | راضي الحاج عباس              |
|                            | الجوابر                               | 2000    | حاتم الموزان                 |
|                            | العمايرة                              | 800     | مدهوش خالد                   |
|                            | البو عايش                             | 200     | فدعان الطرور                 |
|                            | الدبات                                | 50      | جاووش الجبارة                |
|                            | الفهود                                | 700     | الحاج محمد حسين              |
|                            | الحول                                 | 300     | مهلهل العيسى                 |
|                            | الإسماعيل                             | 500     | الحاج خشان الخافور           |
|                            | البو شامة                             | 700     | سفيح كزار                    |
|                            | الزياد                                | 250     | جابر العجرم                  |
|                            | المطيرات                              | 100     | بخي العودة                   |
|                            | الحماحمة                              | 150     | نعيم الداود                  |
|                            | النواشي                               | 500     | حسن مطلب                     |
|                            |                                       |         | هاشم الحسون                  |
|                            | الحساوية                              | 1500    | جاسم الجعفر                  |
|                            | بني سعيد                              | 600     | طاهر الحسين                  |
|                            | البو خليفة                            | 400     | شفاتي الصكر                  |
| تحالف المجرة               | الشدود                                | 1000    | الحاج فيصل الشدود            |
|                            | أهل الكوت                             | 800     | جويد المحينة محمد الجار الله |
|                            | الشواليش                              | 400     | عبد الله آل وشاج             |
|                            | أهل الثامرية                          | 100     | خليف البندر                  |
|                            | الفحيلي                               | 800     | عاتي الحريبة                 |
|                            | الدجيل                                | 100     | طخاخ العزام                  |
|                            | الحجام                                | 1500    | كاصد الناهي                  |
|                            | المؤمنين                              | 500     | مرزا عناية مرزا              |
|                            | الشهلاوية                             | 150     | إدريس محيسن                  |
|                            | السورة                                | 3000    | مزيعل البشارة                |
|                            | المشييرجة                             | 1000    | فيصل الياسر                  |
|                            | الغريافة                              | 1000    | عبيد الحميدي وشهد العيسى     |
|                            | البو حميدي                            | 400     | ياسر الجولان                 |
|                            | بني مسلم                              | 400     | وهيب حمد                     |
|                            | البو حمدان                            | 500     | فرج الدهش                    |
|                            | البو صالح                             | 4000    | بدر الرميش                   |
|                            | الجوارين                              | 1000    | حسين الجبارة                 |
|                            | خفاجة                                 | 200     | كزار العلي                   |
|                            | أم البطوش                             | 150     | ثامر السعدون                 |
|                            | الإسماعيل                             | 50      | الحاج خشان الخافور           |
|                            | آل إبراهيم                            | 1500    | صالح الداغر                  |

## الملاحظات
1. ↑  الشامي هو القرش قبل ضرب الليرة العثمانية الذهبية زمن محمد رشاد ويقال له القرش الرومي وبقي إسم الشامي شائعا في البصرة وأنحائها، ويعادل الشامي 9 قروش ونصف حتى سنة 1914،[20] ويساوي في ذلك الوقت شلنًا إنجليزيا واحدًا وستة بنسات.[21]
2. ↑  ذكر حسين الشيخ خزعل في كتابه تاريخ الكويت السياسي أن من حاكم المنتفق في تلك الفترة كان الشيخ ناصر بن ثامر وهذا الكلام غير دقيق، بل كان الشيخ منصور بن راشد هو الحاكم للمنتفق، ولا يوجد حاكم للمنتفق اسمه ناصر بن ثامر، ولعله يقصد ناصر الأشقر الذي حكم بعد أخيه منصور.[32]